# Music for the Royal Fireworks
La Música pels Focs Artificials (Music for the Royal Fireworks), va ser escrita pel compositor alemany Georg Friedrich Händel l'any 1749. És una obra orquestral dividida en 5 moviments: una obertura, una bourrée, un Largo alla siciliana (anomenat La paix), un Allegro (anomenat La rejouissance) i dos minuets. L'obra va ser encarregada per Jordi II de Gran Bretanya per acompanyar els focs artificials que tingueren lloc a Green Park, a Londres, el 27 de abril de 1749. El número de catàleg de l'obra és HWV351.